# Блоу, Кёртис
Курт Уолкер, более известный как Кёртис Блоу (Kurtis Blow) — американский рэпер, продюсер. Один из первых коммерчески успешных рэперов. В 1979 году Блоу стал первым рэпером, подписаным лейблом Mercury Records. Первым его релизом стал сингл «Christamas Rappin'», который продался более чем 400 000 копий. «The Breaks», следующий сингл, был продан в количестве миллиона копий, получив статус золотого диска.

## Биография
Кёртис родился и вырос в Гарлеме. Окончил Городской колледж Нью-Йорка.
Кёртису приписывают множество регалий:
- Первый рэппер, которого подписал крупный лейбл
- Первый золотой диск в хип-хопе («The Breaks»)
- Первый рэппер, совершивший тур по США и Европе (с The Commodores, 1980)
- Первый рэппер, записавший рекламу для федерального бренда (Sprite)
- Первый рэппер, использовавший драм-машину, сэмплер и лупер
- Первый рэп-клип («Basketball»)
- Первый рэп-продюсер (звание Лучший рэп-продюсер года 1983-1985)
- Первый рэппер, снявшийся в сериале («Одна жизнь, чтобы жить»)
- Первый рэппер-миллионер

## Дискография

### Студийные альбомы
- Kurtis Blow (1980)
- Deuce (1981)
- Tough (1982)
- The Best Rapper on the Scene (1983)
- Ego Trip (1984)
- America (1985)
- Kingdom Blow (1986)
- Back by Popular Demand (1988)

### Микстейпы
- Kurtis Blow Presents: Hip Hop Ministry (2007)
- Just Do It (2008)
- Father, Son, and Holy Ghost (2009)

### Компиляции
- The Breaks (1986)
- The Best of Kurtis Blow (1999)
- Best of… Rappin (2002)
- 20th Century Masters — The Millennium Collection: The Best of Kurtis Blow (2003)

### Мини-альбомы и синглы
- Christmas Rappin' (1979)
- The Breaks (1980)
- Tough EP (1982)
- Party Time? (1983)
- Nervous(1983)
- Ego Trip (1984)
- The Bronx (1986)

### Проблемы со здоровьем
в 2019 году перенес сложнейшую операцию на открытом сердце.
Жена Кертиса Блоу, Ширли, 8 мая 2019 года сообщила, что ее муж вернулся в отделение интенсивной терапии в медицинском центре Калифорнийского университета в Лос-Анджелесе. В своем заявлении, направленном в HipHopDX хорошим другом и легендарным промоутером хип-хопа Ван Силком, она объяснила, что хирурги делавшие операцию на аортальной артерии, получили плохие результаты анализов и собираются проводить повторую операцию на открытом сердце.
Blow испытывает проблемы с сердцем в течение многих лет. В 2016 году он перенес сердечный приступ в своем доме, где полиция смогла спасти его жизнь.